# Municipio de Coatepec Harinas
El municipio de Coatepec Harinas es uno de los 125 municipios del Estado de México, México, limita al norte con Zinacantepec y con Toluca, al oeste con Temascaltepec, Texcaltitlán y Almoloya de Alquisiras, al sur con Almoloya de Alquisiras, Ixtapan de la Sal y Zacualpan, al este con Ixtapan de la Sal y Villa Guerrero y al noreste con Tenango del Valle.
Fue declarado Pueblo con Encanto por el Gobierno del Estado de México, en el mes de agosto del 2011.

## Significado del nombre
El nombre Coatepec se deriva de los vocablos náhuatl Coatl, serpiente; Tepetl, cerro; -c, posposición locativa. Significa, entonces, "Cerro donde hay Serpientes". El nombre Harinas proviene del auge de la producción de harina que tuvo lugar en este poblado en el siglo XIX. Las haciendas producían una harina de excelente calidad que era exportada a China saliendo del puerto de Acapulco

## Historia
Coatepec (Coauhtepetl) fue fundado entre 650 y 750 por los Matlatzincas, quienes habitaron además otros cuatro pueblos en la zona: Tlacpac, Atzintla, Analco y Zacanco. Los matlatzincas se dedicaron a actividades como la siembra de maíz y frijol, la caza y la producción de textiles.
Tras la conquista de Tenochtitlán, Don Hernán Cortés envió a un grupo de soldados al mando de Don Andrés de Tapia y Don Gonzalo de Sandoval a subyugar a los pueblos de esta zona. Se establecieron nuevas formas de gobierno y administración. 
El primer templo cristiano se construyó entre 1530 y 1533 durante la evangelización de la región. En 1560, tras una de las varias epidemias de Viruela que diezmaron a la población indígena de México durante la colonia, se tomó la decisión de mudar al pueblo dos kilómetros al norte de su asentamiento original.
Tras la independencia de México Coatepec jugó un papel inapreciable en los grandes hechos históricos del país. No fue sino hasta 1945 cuando el pueblo inició su desarrollo industrial con la construcción de carreteras, introducción de agua potable y electricidad, instalación de líneas telefónicas y la apertura de varias escuelas.

glifo de Coatepec Harinas

Se hace mención que aquellos primeros habitantes se ubicaron al sur de la cabecera, en el Cerrito, pues fue donde se encontraron vestigios en tumbas tales como artículos personales, aretes, collares, objetos de barro y utensilios de cocina (metates, ollas, cazuelas, molcajetes).
La denominación agregada en épocas un poco más actuales fue Harinas, aproximadamente en el siglo XIX (1825), debido a que existía un gran auge harinero de calidad y por tanto se optó asignárselo como medio de distinción con otros municipios con la misma nomenclatura.
Al reconocer los orígenes mexicas que posee el municipio, es de constar el signo que representa gráficamente al municipio, ya que posee iconografías que toman imágenes y símbolos propios de la ideografía de dicha cultura establecida en la región. El glifo es utilizado por la institución gubernamental (Ayuntamiento) como sello oficial, que a la vez ha sido modificado o actualizado según sus fines.

## Hidrografía

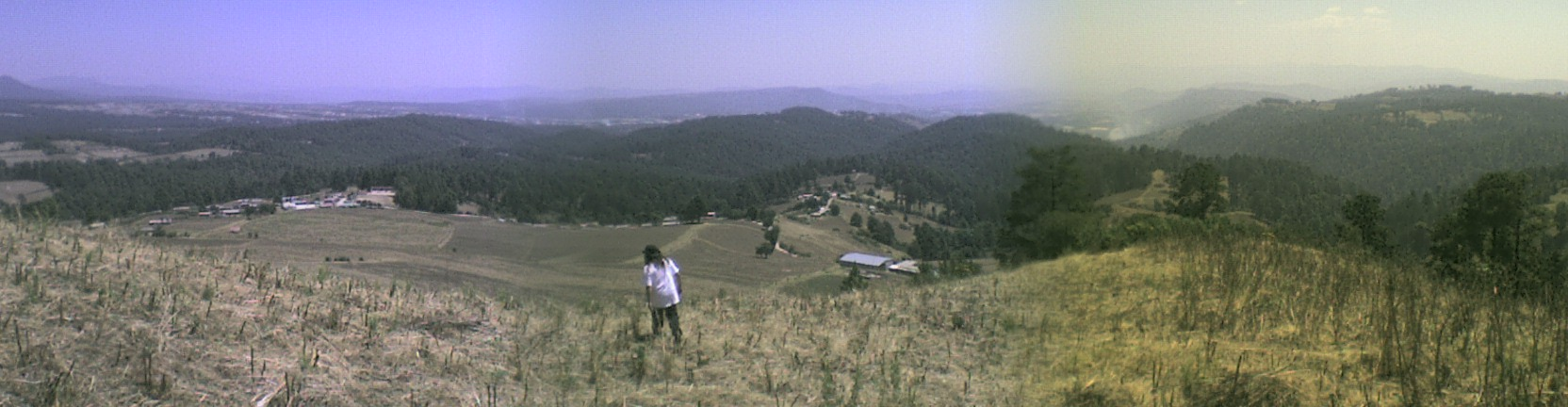
Vista del valle de Coatepec de Harinas desde la comunidad del Picacho.

La ubicación geográfica de Coatepec Harinas (al sur del volcán Xinantecatl) propicia la existencia de ríos, arroyos y manantiales, de los que se extrae el agua para consumo humano y uso en la agricultura. Los ríos más importantes son:  Río de las Flores, Río Meyuca, Río del Molino, Río Ixtlahuaca y Río del Potrero. y que a consecuencia de la contaminación, el descuido, el aumento de la temperatura, y la deforestación han perdido gran parte de su caudal.

## Gastronomía
El platillo típico y originario del municipio de Coatepec Harinas es el "pepeto", elaborado con chilacayote, elote, habas, cebolla, epazote y chile manzano, y servido con queso rallado, orégano y aceite de oliva. Algunas personas le agregan carne de cerdo, aunque esto último no es tan común.
Otro alimento nutritivo, es el aguacate, con el cuál se pueden hacer varios platillos.
El pepeto se sirve en una cazuela de barro acompañado de orégano y gotas de limón; las versiones más actuales, este caldo se prepara con carne de puerco, dándole más lujo para hacerlo propicio para festejos.
Los tacos de cabeza han dado fama a la cabecera municipal, entre los pueblos aledaños. Las empanaditas de piña, crema pastelera o las más tradicionales de arroz con leche o un pan blanco relleno de queso fresco, se comen junto con un vaso de leche de la ordeña de la tarde.
Domingos y lunes, desde muy temprano, empieza el mercado de trueque; el lugar tiene fama de las buenas canastas de mimbre que elaboran, las más famosas son la de los artesanos de Acuitlalpilco. Es frecuente degustar tortillas hechas a mano, frijoles de olla, "gorditas", tlacoyos de maíz y con manteca rellenos de haba seca, haba tierna, chicarrón prensado, chícharo verde, chícharo seco, frijoles o requesón. Son famosas las "gorditas" de Acuitlalpilco, el proceso que utilizan es antiguo, con tierra y arena cernidas para crear los comales, se secan bajo el sol y posteriormente se cuecen en hornos de madera y varas. Estos comales van firmados por los artesanos que las fabricaron. La "gordita es de forma ovalada, se rellena y se pone a cocer sobre el comal bien caliente que está sobre un anafre. Ya que esté lista, se le hace una abertura a un lado para agregar crema, queso Cotija y salsa amarilla, hecha con chiles manzanos, los cuales se producen en la región. Por su parte los tlacoyos de Coatepec Harinas son suaves y de un relleno grueso coronándolos con el queso Cotija y salsa de chile manzano.

## Economía
Actualmente la economía del municipio se sustenta gracias a la producción agrícola de aguacate, chile manzano, durazno, jitomate, café, bambú, arroz, ciruelos, capulines, tejocotes, guayabas, zapotes, higos, limas, limones, macadamia, nogal, papaya, chilacayote, avena, magueyes, nopales, alfalfa y trigo.
De plantas medicinales se encuentran aclin, anís, albahaca, artemisa o ajenjo,  menta, muicle, árnica, balandre, borraja, berro, lengua de vaca, ortiga, pata de león, gordolobo, epazote, estafiante, pericón, pingüica, manzanilla, mejorana y poleo.
. De igual importancia es la floricultura. Especialmente en la Cabecera Municipal es posible vislumbrar gran cantidad de invernaderos donde se producen principalmente rosas, lirios, claveles, margaras, y polares. Chiltepec, el cual pertenece al municipio, tiene una industria importante florícola, principalmente de orquídeas, las cuales se pueden adquirir en la delegación o la cabecera municipal. 
además de que es uno de los municipios con mayor índice de migración hacia Estados Unidos, generando remesas.
Domingos y lunes se lleva  a cabo el mercado de trueque, se llevan las canastas tejidas en la región con productos de sus huertos para ser intercambiados por lo que haga falta en la despensa familiar. Los frutos son recién cosechados. Se intercambian productos que sobran de los cultivos propios por otros que no se tienen y que son necesarios para una alimentación balanceada.

## Educación
Coatepec Harinas, cuenta con 138 edificios escolares en los que se imparten los diferentes niveles de educación.
En 1995, en el municipio había 13,266 alfabetas y 3,908 analfabetas, esto significa que el 76% son alfabetas y 22% analfabetas. 
El sistema educativo está conformado por centros escolares tanto oficiales estatales y federalizados, como privado, todos del régimen mixto. Para la educación básica existen centros escolares de enseñanza, preescolar, primaria, secundaria, preparatoria y licenciatura en educación.

## Demografía
Según los resultados del Censo de Población y Vivienda realizado en 2020 por el Instituto Nacional de Estadística y Geografía, la población total del municipio de Coatepec Harinas es de 38 643 habitantes.

### Localidades
El municipio incluye en su territorio un total de 45 localidades. Las principales y su población de acuerdo al Censo de 2010 son:
| Localidad             | Población |
| Total Municipio       | 36,174    |
| Coatepec Harinas      | 6 950     |
| Acuitlapilco          | 1 723     |
| Primera de Analco     | 1 551     |
| Llano Grande          | 1 258     |
| Chiltepec de Hidalgo  | 1 196     |
| San José del Progreso | 1 039     |

### Salud
Este renglón ha tenido un avance muy significativo en el municipio, pues actualmente se cuenta con 10 clínicas regionales, un centro de salud concentrado, dependientes del ISEM, dos clínicas particulares, dos consultorios de atención a derecho habientes (ISEMYM e ISSSTE). Un consultorio médico asistencial de DIF municipal y tres consultorios particulares de medicina general.
En las clínicas rurales se prestan los servicios de medicina preventiva, consulta externa y medicina general, el centro de salud concentrado ubicado en la cabecera, proporciona además de los anteriores los de obstetricia, pediatría, hospitalización y odontología.
En las dos clínicas particulares se proporcionan todos los servicios incluyendo algunas especialidades.
El DIF municipal proporciona los servicios de consulta externa, optometría y odontología.
Coatepec Harinas es una botica de remedios naturales que no ha acabado aún con sus tradicionales recetas, el listado también incluyen tés, plantas medicinales, hierbas, entre muchas más, pueden ir a los mercados o platicar con sus habitantes para conocer más acerca de este tema.

## Cultura

### Fiestas, danzas y tradiciones
Son cuatro las fiestas religiosas más importantes para el municipio: Semana Santa (marzo-abril), Pentecostés, (mayo-junio), La Asunción de María, (agosto 16), y la Virgen de Guadalupe (diciembre 12). Y para algunos pueblos de este municipio es la feria tradicional de Llano Grande, que se celebra del 25 al 28 de diciembre en honor a la Virgen de Guadalupe.
En Semana Santa, es tradicional la escenificación en vivo (concilio) de los pasajes más importantes de la pasión de Cristo. Inicia el jueves por la noche, terminando el viernes a las tres de la tarde con la crucifixión en El Cerrito lugar distante dos kilómetros de Coatepec. En las fiestas de Pentecostés, La Asunción y la Virgen de Guadalupe, participan grupos de danzantes como: Pastoras, Moros y Cristianos y Apaches, que al son del violín, la flauta, el tambor y las guitarras describen en gráciles movimientos el pasado epopéyico y religioso de nuestros antepasados. Desafortunadamente, algunas otras danzas muy significativas se han perdido por falta de apoyo entre ellas: Tecuanes, Terroncillo, Gallitos y Contra Danza.
Existen dos épocas del año en que algunas familias, persisten en las viejas costumbres y tradicionales. Una de ellas es el “día de muertos”, 31 de octubre, 1° y 2° de noviembre y las posadas.
En la festividad de los muertos, (31° y 1), en cada una de las casas en que falleció alguna persona dentro del año anterior a la fecha, se dice que tiene “vela nueva”. La gente acostumbra llevar una cera y los familiares del “muertito”, les dan a cambio: natillas (arroz con leche), con pan blanco, tamales y atole, cinzano, nieve, galletas y en algunos casos, mole. Dentro de la vivienda se construye un altar, en diferentes niveles que es cubierto con diferentes clases de tela, en el que predomina un mantel (que en algunos casos son toda una obra de arte), ya sea bordado, tejido o pintado, en el que se hace referencia la fecha de nacimiento del difunto y la de su fallecimiento. El altar se llena de flores, ceras, veladoras, frutas y pan, así como de lo que más le gustaría al difunto. Al acto de asistir a visitar estos lugares se le dice “ir a la gorra o ir a gorrear”. El día 2, la costumbre es visitar los cementerios en los que se adornan los panteones con flores y en unión de los familiares rezar algunas oraciones.
Las posadas son la otra parte tradicional positiva de Coatepec. Durante los nueve días se lleva a cabo lo siguiente. A las 7:30 p.m. se inicia con el rosario, al término de éste se va a la procesión con los “peregrinos”, que es una mesa previamente adornada con buen gusto, se efectúa por algunas calles de la cabecera, en algunas casas se pide posada; la gente que participa prende velitas y luces que les fueron dadas por el grupo de personas a las que les tocó ese día la posada. Al término de la procesión, en la explanada frente al palacio municipal, se quiebran piñatas, finalmente llega el momento más esperado por todos: la quema del “torito” que con su cargamento de “buscapiés” es el regocijo de todo mundo. Para llevar a cabo esta festividad, a través de invitaciones hechas por el párroco se invita a diferentes barrios, grupos o instituciones para que se hagan cargo de un día de los nueve.

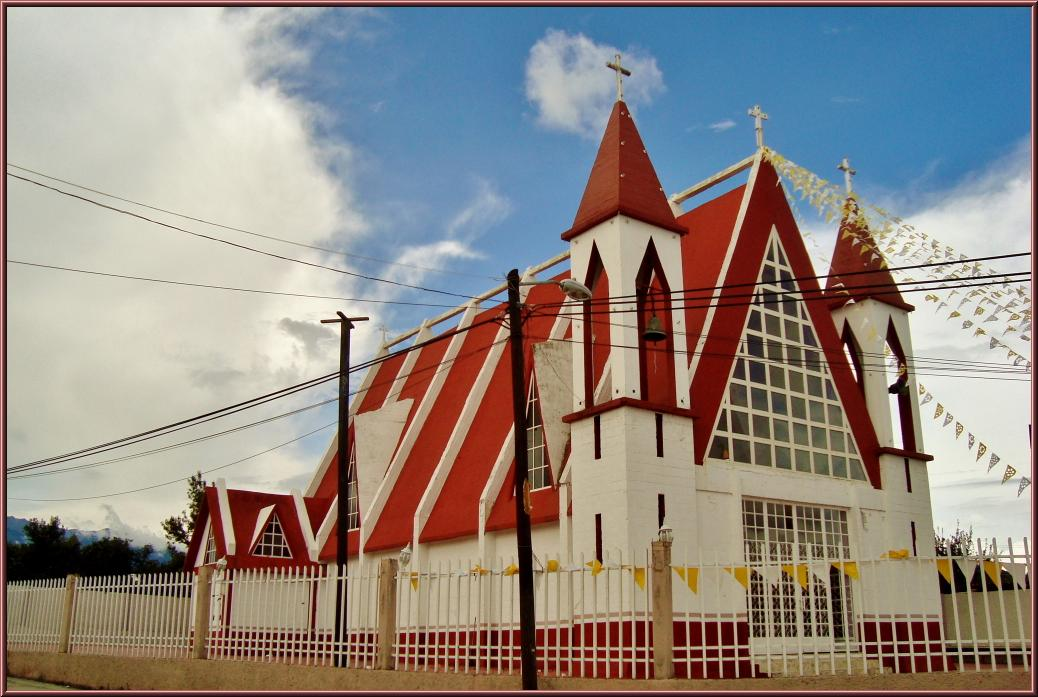
Capilla de Santa Ana, Coatepec Harinas

El 24 de diciembre, en el atrio del templo del barrio de Santa Ana, se conmemora el nacimiento de Jesús, en vivo, para lo que se utilizan algunos niños y niñas, amén de un bebe. A las 10:00 p.m. se trasladan todos al templo parroquial en donde se celebra la misa de “gallo”.
En las celebraciones de carácter civil, la participación de las escuelas de la cabecera es de suma importancia, sobre todo en las que se efectúa el desfile correspondiente. Dentro de ellas por su significado y tradición resultan las más importantes y atractivas, las del 15 y 16 de septiembre.
En estas fechas y desde hace más de cincuenta años, el 15 de septiembre por la noche, hace su aparición uno de los grupos más disímbolos de esta festividad: Pedro Ascencio y La Malinche, que al son de la banda de música divierten, con sus gracejadas y atuendos llenos de imaginación, a la concurrencia. El 16 por la mañana, hacen su aparición los grupos: Apache, Españoles y Costeños. Los grupos de apaches, acostumbran embadurnarse de “tizne con grasa” sus cuerpos, esto sirve para que aquellos que caen en sus manos, terminen con la cara o la ropa pintada de negro. Es común ver a niños, inclusive de brazos, llenos de esta pintura. Esta costumbre, tal vez sea mal vista por algunas personas, sin embargo es raro que aquel que esté en el jardín central se escape de ser pintado. Esta fiesta termina, con la toma de la Alhóndiga de Granaditas y fusilamiento de los Españoles. Todo los grupos utilizan como proyectiles guayabas.
Los festejos con los que se celebra el inicio de la guerra de Independencia empiezan cada año con el desfile de las escuelas, para dar paso a una escenificación, la Guayabiza, para lo cual se construye una especie de castillo o fuerte, que no es más que un templete de madera donde se posicionan hombres vestidos de amarillo que representan a los españoles; abajo y por toda la plaza, se concentran hombres pintados de negro con una mezcla de manteca y tizne, en el rostro y en el torso, vestidos con faldas de rafia o de ixtle teñidas con los colores verde, blanco y rojo del ejército Trigarante. Algunos coronan sus cabezas con penachos o sombreros tricolores, ellos representan al pueblo mexicano. El ayuntamiento compra a los productores una tonelada de estos frutos para ser utilizados a manera de proyectiles dispuestos para ambos lados. El enfrentamiento comienza y todo el pueblo intenta derribar a los que hacen de españoles, quienes tienen que aguantar estoicamente y evitar los embates hasta que se declare al pueblo vencedor de la guerra. El centro del lugar termina con un delicioso y dulce aroma de guayaba.

### Bibliotecas y Centros Culturales
El municipio de Coatepec Harinas cuenta con diversos espacios para el esparcimiento cultural y recreativo de los habitantes, como las siguientes bibliotecas públicas y de acceso gratuito:
- Adolfo López Mateos[5]
- Margarita Maza de Juárez[6]
- Emiliano Zapata[7]
- Mario Colín Sánchez.[8]

Así mismo el municipio posee una Casa de Cultura donde se puede encontrar una amplia variedad de galerías y talleres que se ofertan a lo largo del año y son abiertos a todo el público, se trata de la Casa de la Cultura Coatepec Harinas y por último su Auditorio de la Casa de Cultura de Coatepec Harinas donde se llevan a cabo diversos eventos culturales. 

## Oferta Turística
El municipio de Coatepec Harinas cuenta con reservas ecológicas dentro de las diversas atracciones que ofrecen, son espacios dedicados a la conservación de flora y fauna, especialmente del municipio, aún beneficiando a más sectores colindantes:
- Río de “Las Juntas”[11]
- Río de “El Chiquihuitero”[12]
- El Salto de San José[13]

### Monumentos Históricos
Dentro del municipio también se pueden encontrarlos diversas edificaciones y monumentos representativos de la localidad como El Molino Río de “Las Flores”. 
También cuenta con las siguientes iglesias consideradas como patrimonio y edificaciones historicas:  
- Templo Parroquial de la Asunción de María, siglo XIX[15]
- Templo Parroquial de Nuestra Señora de Belen, siglo XIX[16]
- Templo de la Santísima Virgen de Guadalupe, Acuitlapilco, siglo XVIII[17]
- Templo de la Santísima Virgen de Guadalupe en el Cerrito[18]

## Hechos históricos
- 1473-1476: Axayácatl pasa por Coauhtepetl para recordarles a sus pobladores las obligaciones que tenían para con la Confederación de Pueblo del Anáhuac.
- 1480-1500: Un grupo de habitantes se separa de Coauhtepetl y funda tres kilómetros al poniente un nuevo asentamiento al que llaman Acuitlapilco.
- 1522-1524: Don Gonzalo de Sandoval y Don Andrés de Tapia, inician un recorrido por estas tierras sojuzgando a su paso todos los pueblos de esta región.
- 1530-1533: Se inicia la evangelización de los naturales de Coauhtepetl.
- 1560-1563: En este periodo se comienza a construir el nuevo Coatepec, a dos kilómetros al norte del asentamiento original.
- 1594: Llegan a Coatepec, los primeros integrantes de las familias Izquierdo y Robles.
- 1623: Es probable que en este año fuera construido el primer templo parroquial en el centro del nuevo Coatepec.
- 1689: El Virrey Gaspar de la Cerda y Sandoval, conde de Galve, concede a los naturales de Coatepeque, una Merced para construir molinos de trigo y óxido de agua.
- 1727: Se inicia el juicio de litigio de tierras entre los naturales de Coatepec y Acuitlapilco. Este conflicto se resolvió prácticamente hasta 1808.
- 1743: Se derriba el templo que existía anteriormente en el centro de Coatepec, y se inicia la construcción del nuevo, en el mismo lugar.
- 1763: Se termina de construir el templo principal de Coatepec.
- 1804: Las tierras nombradas de San Francisco, son vendidas por el Virrey a Don Nicolás de Ayala, en virtud de que los naturales de Coatepec las dejaron abandonadas por más de 15 años.
- 1805: Los bienes del señor José Manuel Izquierdo son embargados debido a sus nexos con grupos independencista. Posteriormente pago le fueron devueltas sus propiedades bajo pago previo. Este personaje oriundo de Coatepec participó activamente en la Guerra de Independencia y entró a México con él Ejército Trigarante encabezado por Iturbide.
- 1810: Varias familias de Coatepec apoyaron la lucha por la Independencia de México. Algunas de ellas fueron concentradas a Toluca y multadas.
- 1812: 6 de octubre, Cerca de dos mil insurgentes al mando de Rayón llegan a Coatepec y sepultan en la Iglesia el cadáver del Coronel Luis Camacho.
- 1825: Se publica el decreto número 36 del 9 de febrero, que contenía lo siguiente: "En las cabeceras de partido deberá haber Ayuntamientos". Coatepec conforme a este decreto eligió su primer ayuntamiento él último domingo de diciembre de 1825, tomando posesión el primer día de enero de 1826, de acuerdo con el artículo 33 del propio decreto.
- 1825: También es probable que por el auge tenido en la producción de harina, en esta época le fuera agregado la palabra "Harinas" al nombre de Coatepec para diferenciarlo de algunos otros pueblos con el mismo nombre.
- 1834: Termina la construcción de la primera capilla del barrio de Zacanguillo. Posteriormente fue demolida levantándose en su lugar un templo de estilo modernista.
- 1840: Se termina la construcción del templo de Ixtlahuaca, que hasta la fecha existe.
- 1862: El presidente Benito Juárez declara la moratoria de pagos de la deuda externa. Poco tiempo después los Franceses invaden México. El ejército intervencionista es derrotado en la Batalla de Puebla en defensa de los fuertes de Loreto y Guadalupe, en las que participa activamente el cabo de zapadores Miguel Sánchez, oriundo de Coatepec.
- 1869: Conforme al decreto número 114, del 23 de abril, la legislatura local crea el Distrito Político, Judicial y Rentístico de Zacualpan, con Iztapan, Zacualpan y Coatepec, designándose a este último cabecera del Distrito. Erróneamente este año se ha tomado como el de nacimiento de Coatepec Harinas como Municipio.
- 1872: 27 de abril. Por decreto número 8 expedido por el gobernador Alberto García, se suprime el Distrito Político, Judicial y Rentístico de Zacualpan. Pasando Coatepec Harinas a formar parte del de Tenancingo.
- 1878: 29 de enero. Por decreto del Exmo y Rvdmo. Doctor Don Pelagio Antonio de la Bastida y Dávalos, se crea la parroquia de la Asunción de María Coatepec.
- 1887: 13 de julio, es demolido el segundo templo construido en el centro de Coatepec, y se inicia la construcción de la que hasta esta fecha existe.
- 1890: Conforme al decreto número 27 de la legislatura local, fechado el 13 de septiembre, Llano Grande es ascendido a la categoría de pueblo.
- 1910: Para celebrar dignamente el Centenario de la Independencia Mexicana, fueron inauguradas las obras de remodelación del jardín central y terminación del kiosco bajo la presidencia municipal del Señor Felipe Izquierdo.
- 1911: En Coatepec Harinas, la etapa revolucionaria prácticamente no causó los grandes estragos que otros pueblos sufrieron. Coatepec fue un lugar de paso en que los diferentes grupos encontraron buena disposición tanto de las autoridades como de sus habitantes. Si bien es cierto que se habla de muchos "colgados", la mayor parte de estos eran traído vivos de otros lados y aquí los ajusticiaban.
- 1913: 9 de febrero, muere entre los corredores de la planta alta del Palacio Nacional, el teniente coronel Rafael Izquierdo Díaz, oriundo de Coatepec, a manos de la guardia personal del presidente Madero.
- 1915: Es probable que en este año se construyera el primer edificio escolar para educación primaria, que consistía de tres aulas.
- 1926: En la Guerra Cristera, Coatepec prácticamente no tuvo problemas, pues a pesar de la prohibición de cultos decretado por el presidente Plutarco Elías Calles, en las casas particulares a un se siguieron celebrando los oficios religiosos católicos.
- 1927: 20 de mayo, por decreto número 68 de la legislatura local, Chiltepec es ascendido a la categoría de pueblo.
- 1931: En abril queda instalada la primera línea telefónica, que une a Coatepec con  Villa Guerrero.
- 1932: 1 de agosto, se termina de construir el templo principal de Coatepec.
- 1936: 24 de junio. Por decreto de la legislatura local se eleva a la categoría de pueblo a Ixtlahuaca.
- 1936-1938: Coatepec Harinas, enfrenta una etapa de cambios, entre ellos la dotación de grandes extensiones de tierra, para convertirlas en ejidos. Son doce los que existen en el municipio: Agua Bendita; el Picacho; Chiltepec; El Telar; Agua Amarga; Cruz de Piedra; San José; Coatepec Harinas; Palo Seco; Hierbas Buenas; Tecomatepec y Tonatico.
- 1949: 18 de marzo, por decreto presidencial, se concesiona en definitiva al municipio de Coatepec Harinas, un volumen de aguas para regadío consistente en 9 762 640. metros cúbicos, provenientes de los ríos del "Chiquihuitero" y "Las Burras", así como de los manantiales de "La Lagunita " y "Atlacomulco.